# Schillig

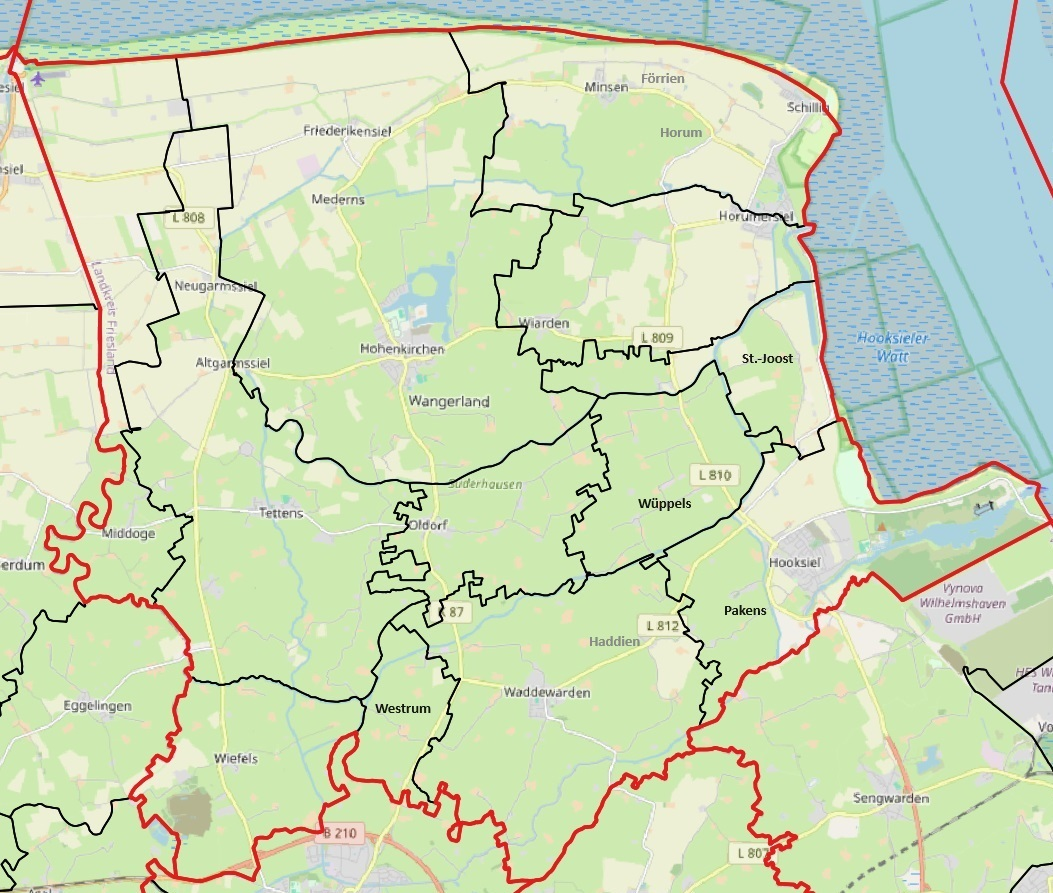
Schilling im Nordosten der Gemarkung (ehemaligen Gemeinde) Minsen, Gemeinde Wangerland

Schillig ist ein Badeort in der Gemeinde Wangerland im niedersächsischen Landkreis Friesland. Er liegt an der äußersten Nordost-Spitze der Ostfriesischen Halbinsel und der früheren Gemeinde (heute Gemarkung) Minsen, jedoch im Oldenburger Teil.

## Geographie

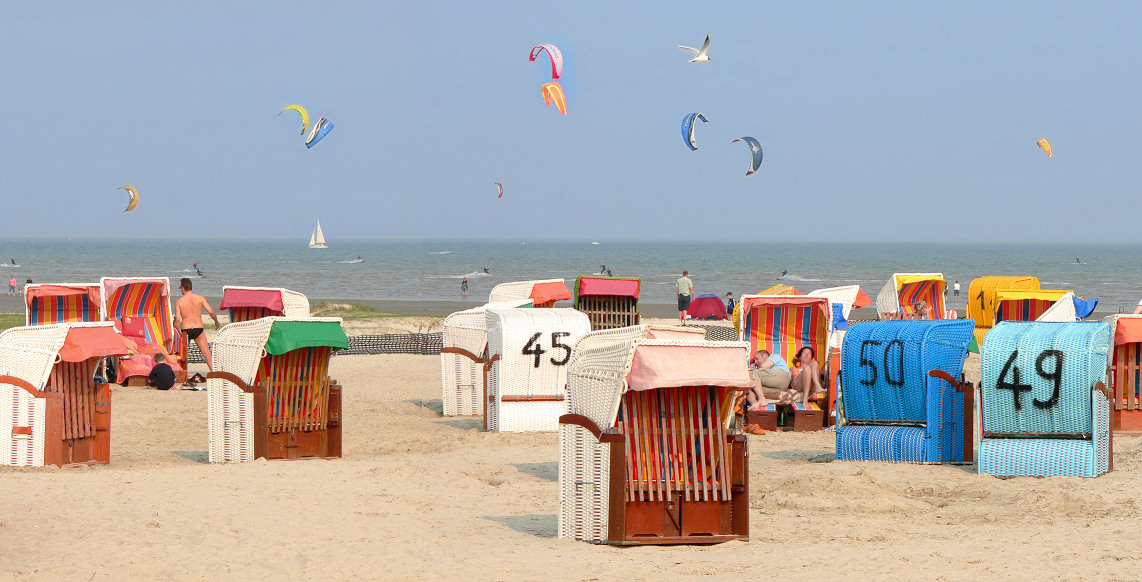
Strand mit Kitesurfern

Der Ort liegt etwa 20 Kilometer nördlich von Wilhelmshaven, zwei Kilometer nördlich von Horumersiel und vier Kilometer östlich von Minsen. Vorgelagert sind die Inseln Wangerooge, Mellum und Minsener Oog.

### Naturschutzgebiete
Nordwestlich von Schillig befindet sich das Naturschutzgebiet Wiesenbatterie Schillig, das seit dem 7. August 1982 unter Naturschutz steht. Bei dem Naturschutzgebiet handelt es sich um eine ehemalige Verteidigungsanlage, die bereits vor dem Ersten Weltkrieg gebaut und 1945 größtenteils gesprengt wurde. Als bewaldeter Bereich hat das Gebiet in der ansonsten weitgehend baumlosen Marsch besondere Bedeutung für die Vogelwelt.

## Geschichte

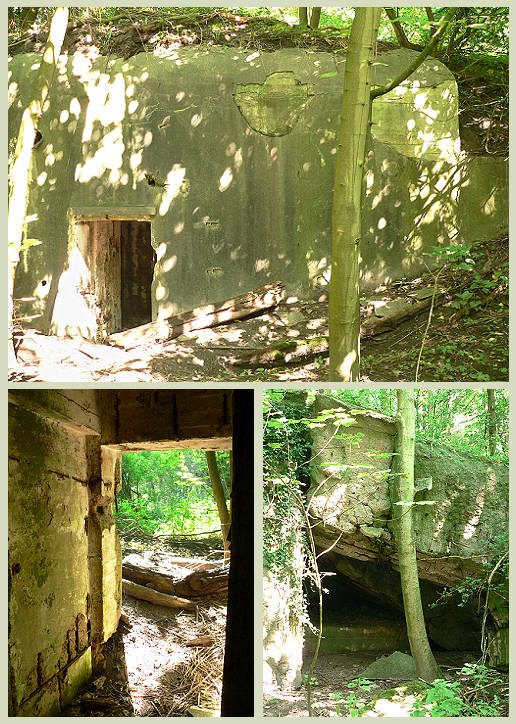
Bunker der Wiesenbatterie Schillig bei Schillig mit 1,5 Meter starken Betondecken

In der Nähe von Schillig wurde bereits in den Jahren 1876/1877 ein erster 23 Meter hoher Leuchtturm errichtet, der später durch ein auffällig gelbes Modell ersetzt wurde. Er stand an der später strategisch wichtigen Einfahrt in die Jade nach Wilhelmshaven. Daher war Schillig schon zu Zeiten der Kaiserlichen Marine militärischer Vorposten des am Westufer des Jadebusen liegenden Wilhelmshavens, einem Reichskriegshafen.
Auf Schillig-Reede waren während des Deutsch-Französischen Krieges 1870/71 (Napoleonschanze) sowie des Ersten und Zweiten Weltkrieges Teile der Marine stationiert. In der Nacht vom 29. auf den 30. Oktober 1918 begann auf einigen dort auf Reede liegenden Schiffen der kaiserlichen Flotte die Meuterei, die wenige Tage später zum Kieler Matrosenaufstand, zur Novemberrevolution und zur Ausrufung der Republik in Deutschland führen sollte. In der Zeit der militärischen Nutzung gab es sogar eine Bahnlinie von Jever nach Schillig, welche aber ausschließlich von der Marine betrieben wurde. Zum Schutz der direkt an Schillig vorbeiführenden Jadefahrrinne entstanden schon Ende des 19./Anfang des 20. Jahrhunderts östlich des Ortes etliche Küstenforts der Marineartillerie. Dies waren zwischen Schillig und Minsen die Wiesenbatterie Schillig und die Deichbatterie. Beide Forts hatten die Ausmaße von etwa 100 bis 500 Meter und verfügten über Wassergraben und Kasematten.
Eine weitere Kanonenstellung war die Wattbatterie, die auf einer deichartigen Erhöhung stand, auf der sich heute neben dem Campingplatz ein Restaurant befindet. Außerdem gab es in Schillig eine Kaiserliche Marine-Nachrichtenstelle, die den optischen Signalverkehr mit den vor Schillig-Reede liegenden Kriegsschiffen abwickelte.
Nach dem Ersten Weltkrieg mussten die beiden militärischen Anlagen demilitarisiert werden, wurden aber im Rahmen der deutschen Wiederaufrüstung ab 1935 reaktiviert. Im Zweiten Weltkrieg gehörten die Marineartilleriestellungen gemeinsam mit den umfangreichen militärischen Anlagen auf der vorgelagerten Insel Wangerooge dem Küstenschutz. Zum Einsatz kamen die weitreichenden Kanonen in Schillig nur in den letzten Kriegstagen des Zweiten Weltkriegs, als sie zur Feindbekämpfung landeinwärts schossen. Des Weiteren waren in den Stellungen Flakgeschütze untergebracht, die zu einem Ring von Flakanlagen rund um Wilhelmshaven gehörten. Im Gegensatz zu Wangerooge wurden die Bunker- und Kanonenstellungen auf dem Festland weder von See noch aus der Luft angegriffen, nach dem Krieg jedoch ebenfalls gesprengt.

### Namensentwicklung

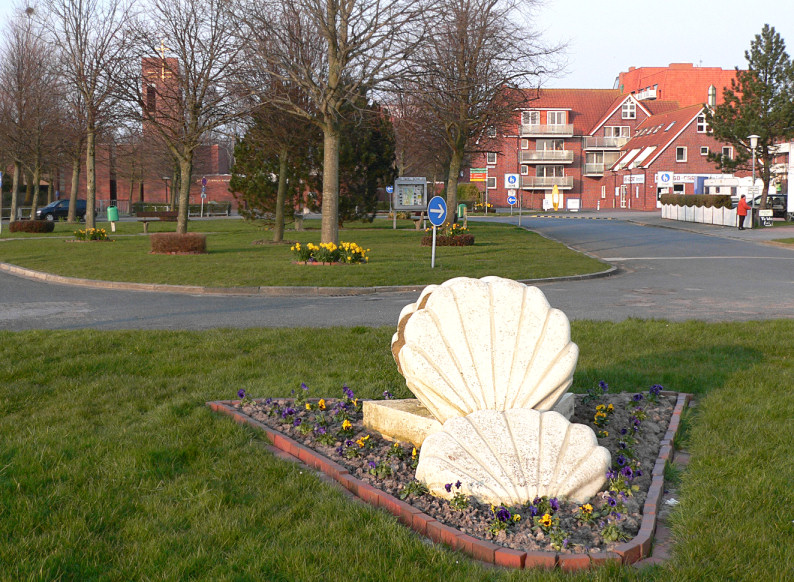
Muschel-Skulptur am Ortseingang

Der Name leitet sich vom Begriff Schill (wie Schale, wortverwandt mit dem engl. shell) für Muscheln ab. Die ausgedehnten Vorkommen lagerten Meeresströmung und Brandung hier ab. Früher wurden sie für die Herstellung von Kalk abgebaut. Auf die besondere Bedeutung von Muscheln weist am zentralen Platz am Ortseingang eine weiße Muschel-Skulptur hin.

### Sturmfluten
Durch seine exponierte Lage in der nordöstlichen Ecke der ostfriesischen Halbinsel war Schillig bei Sturmfluten immer besonders gefährdet. Seit dem 15. Jahrhundert gingen dadurch in Richtung Horumersiel mehrere Deiche und Ländereien verloren, die später wieder zurückgewonnen wurden. Die Weihnachtsflut 1717 riss in den Seedeich zwischen Schillig und Horumersiel einen Kolk von 82 Meter Breite und sieben Meter Tiefe, der heute in die Kuranlagen einbezogen ist.

## Religion

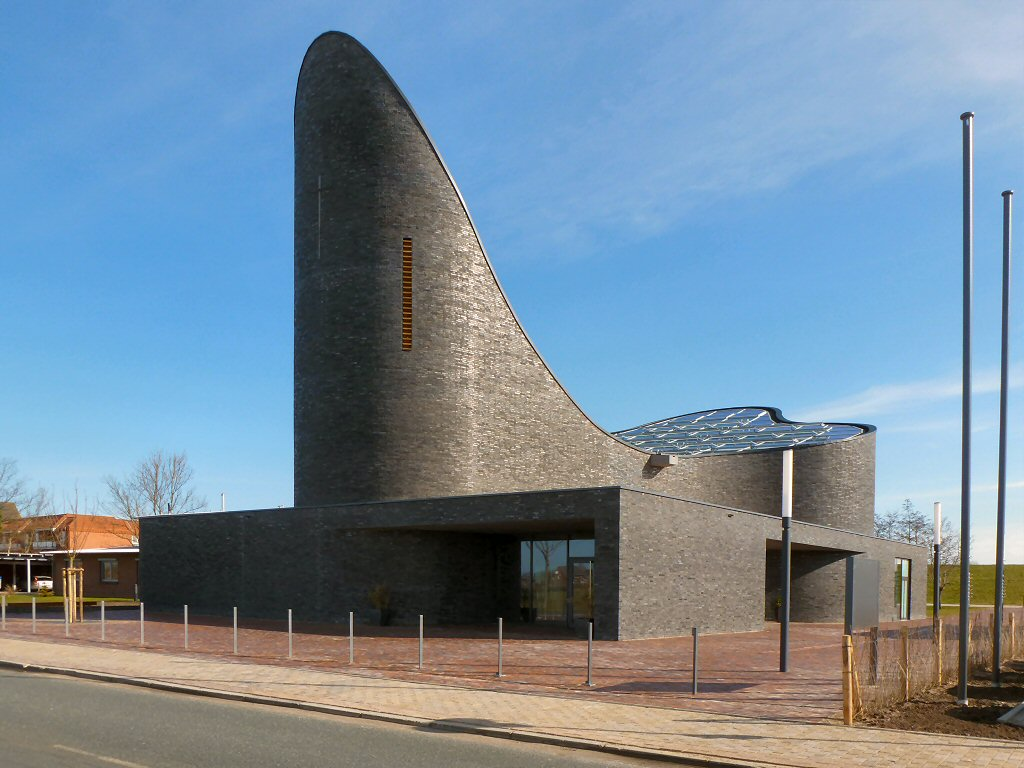
Die katholische Kirche St. Marien

Die Mehrheit der Einwohner von Schillig ist evangelisch-lutherisch. Die 1977 erbaute St.-Nikolai-Kirche gehört zur Kirchengemeinde Minsen.
Am 4. Februar 2012 wurde in Schillig die neue römisch-katholische St.-Marien-Kirche geweiht. Sie ersetzt die Vorgängerkirche von 1967, die inzwischen baufällig war und abgerissen wurde. Die neue Kirche dient den rund 800 Katholiken in der Gemeinde Wangerland und der Touristenseelsorge in dem Urlaubsort.

## Wirtschaft und Infrastruktur

### Fremdenverkehr
Der Badebetrieb begann bereits 1856, nachdem eine Sturmflut den Urlaubsort auf Wangerooge zerstört hatte. Damals fanden die Badegäste Unterkunft beim Leuchtfeuerwärter und den umliegenden Häusern. 1939 waren es bereits etwa 750 Feriengäste. Ab den 1950er Jahren wurden die Anlagen für Ferien und Freizeit ausgebaut. Dazu gehört der Strand Schillig als künstlich angelegter Badestrand. 1954 entstand der Campingplatz, der heute einer der größten in Europa ist. Neben einzelnen alten Bauerngehöften gibt es jetzt vorwiegend Ferienwohnungen und -häuser sowie Appartements. Zur unbewohnten Insel Minsener Oog finden im Sommer regelmäßig Wattwanderungen statt.

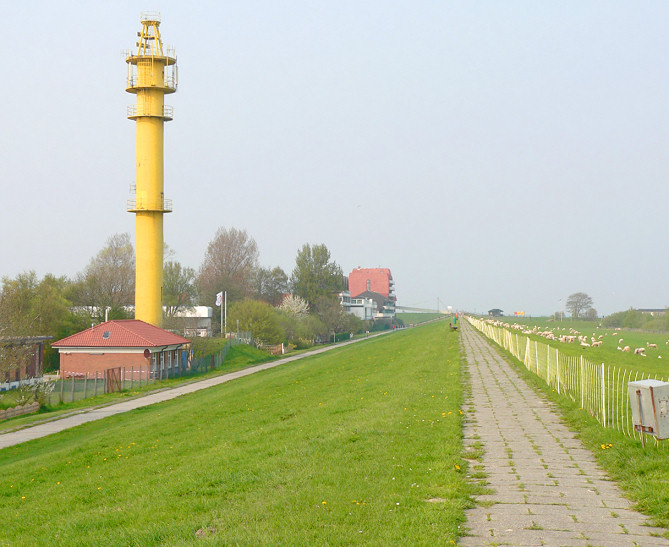
Der 42 Meter hohe ehemalige Leuchtturm
Karte der früheren Militär- und Bahnanlagen
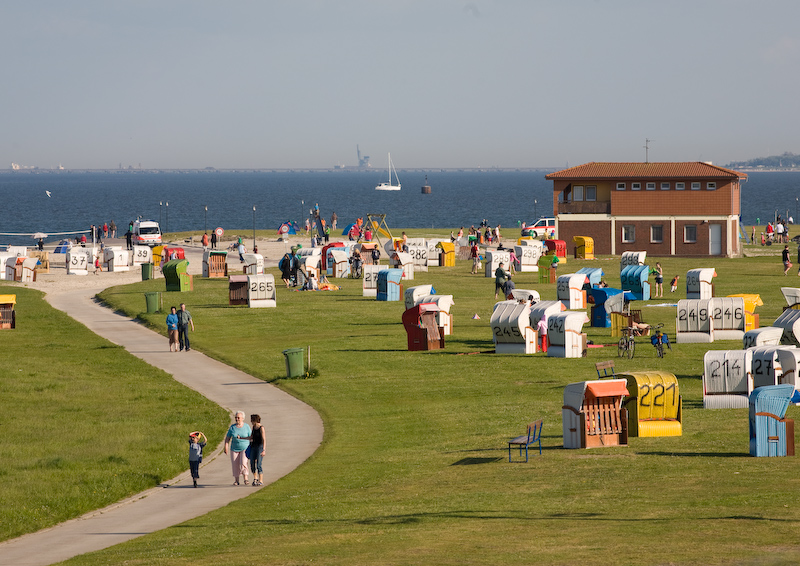
Strand Schillig, im Hintergrund Hafenanlagen von Wilhelmshaven
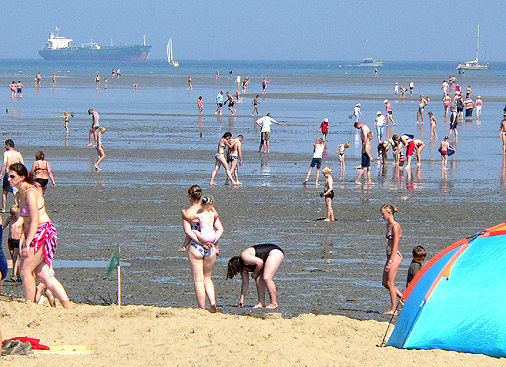
Niedrigwasser am Strand mit Watt, dahinter Jade-Fahrrinne nach Wilhelmshaven
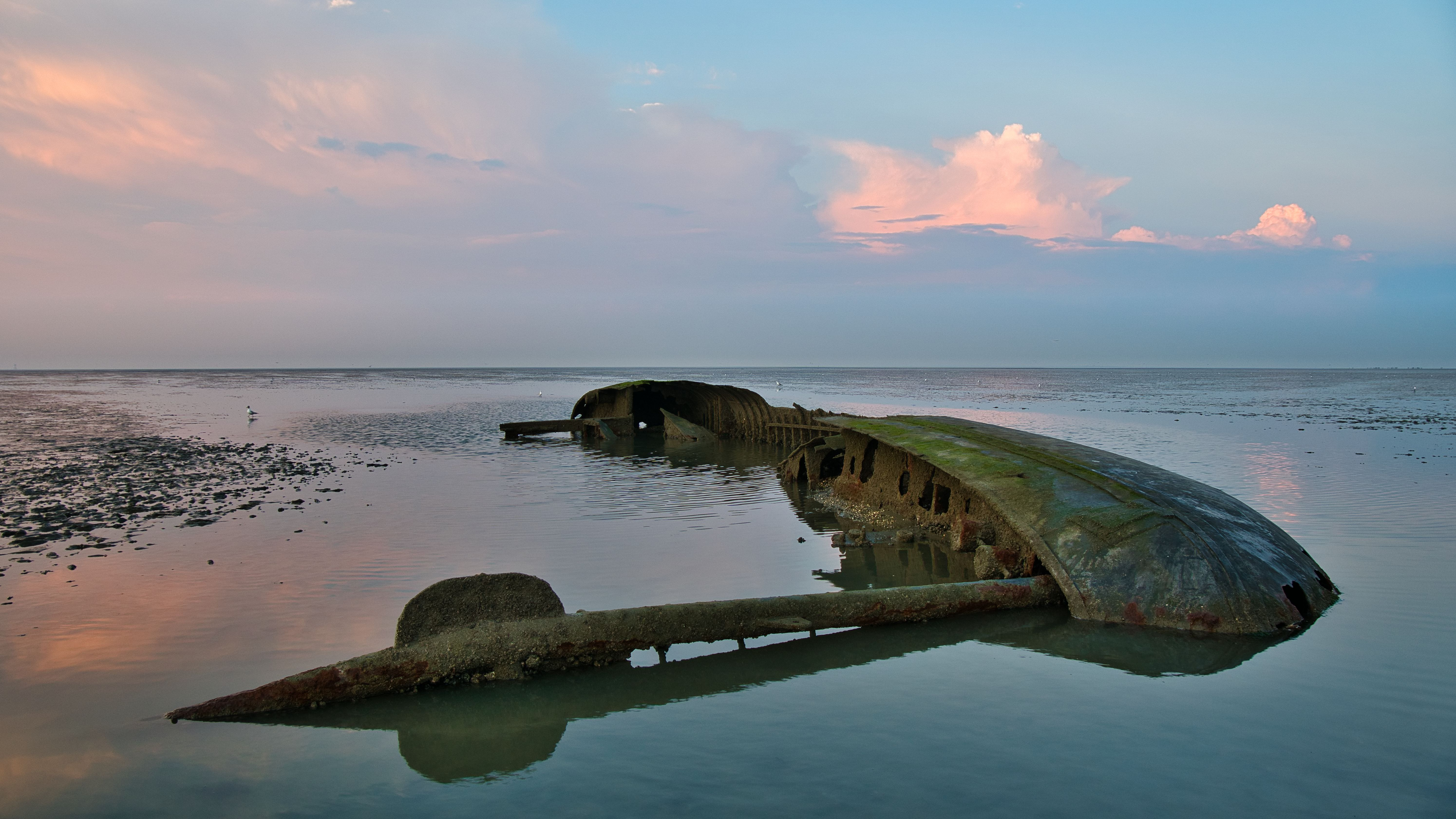
Wrack eines 1962 vor Schillig gestrandeten Schiffs

### Verkehr
Zwischen 1935 und 1939 fuhren Sonderzüge im Urlaubsverkehr über die Marinebahn; diese Strecke wurde 1949 demontiert.
Gegenwärtig ist Schillig durch zwei Buslinien der Weser-Ems Bus mit Wilhelmshaven sowie mit Jever verbunden. In den Sommer- und Herbstferien verkehrt zusätzlich eine Urlauberbuslinie, die über verschiedene Streckenabschnitte der beiden anderen Linien nach Jever verkehrt. Viele Fahrten, besonders in den Schulferien, verkehren jedoch nur auf Voranmeldung. Schillig liegt im Tarifgebiet des Verkehrsverbundes Ems-Jade.